# Carl Jaenisch

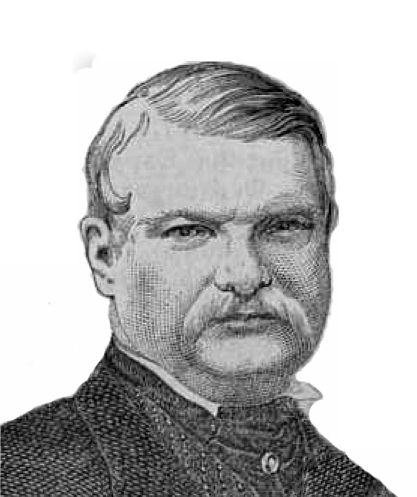
Carl Jaenisch.

Carl Ferdinand Andreyevich von Jaenisch (nacido el 11 de abril de 1813 en Vyborg, Rusia; fallecido el 7 de marzo de 1872) fue un teórico y jugador de ajedrez ruso-finlandés. En los años 1840, estuvo entre los mejores cinco jugadores del mundo. Analizó (junto con Alexander Petrov) la Defensa Petrov y el Gambito Schliemann-Jaenisch. 
Era un militar, con el grado de Mayor, y dejó el ejército en 1838 para dedicarse al ajedrez. Publicó en 1842 el libro Analyse nouvelle des ouvertures du jeu des echecs. Esta obra está considerada entre las que inician el estudio de la moderna teoría de las aperturas de ajedrez, con un amplio análisis de la Defensa Petrov.
En 1849 jugó un encuentro en San Petersburgo contra Ilya Shumov, ganando Jaenisch con dos victorias y una derrota.
Escribió en francés todos sus trabajos, con tres temas relacionados: ajedrez y matemáticas, ajedrez y reglamento así como análisis de aperturas.

## Partida
- Blancas: Shumov Ilya
- Negras: Jaenisch Carl

San Petersburgo, 1852  Archivado el 26 de octubre de 2012 en Wayback Machine.
1.e4 e5 2.f4 exf4 3.Ac4 Dh4+ 4.Rf1 g5 5.Cc3 Ag7 6.d4 d6 7.Cb5 Rd8 8.e5 Cc6 9.Cf3 Dh5 10.h4 h6 11.b4 Cge7 12.Cxc7 Rxc7 13.exd6+ Rxd6 14.b5 Ca5 15.Aa3+ Rd7 16.Ce5+ Axe5 17.Dxh5 Cxc4 18.Axe7 Ce3+ 19.Rf2 Rxe7 20.hxg5 Ag4 21.Dh4 Axd4 22.gxh6+ Rf8 23.Dg5 Cf5+ 24.Re1 Te8+ 25.Rd2 Tg8 26.Dxf5 Ae3+ 0-1